# Leon Butler
Leon Edward Butler (ur. 2 grudnia 1892 w Big Rapids, zm. 15 czerwca 1973 w Filadelfii) – amerykański wioślarz, brązowy medalista olimpijski.
Wystąpił na igrzyskach olimpijskich w Paryżu w 1924, gdzie reprezentanci USA w składzie: Leon Butler, Harold Wilson i Edward Jennings (sternik) zdobyli brązowy medal w dwójkach ze sternikiem. Był to jego jedyny start olimpijski.